# Ludwig Cornelius Wessel
Ludwig Cornelius Wessel (* 29. Juni 1856 in Düsseldorf; † 1. Juli 1926 ebenda) war ein deutscher Stilllebenmaler der Düsseldorfer Schule.

## Leben
Wessel studierte Malerei an der Kunstakademie Düsseldorf. Dort waren Andreas Müller, Heinrich Lauenstein, Adolf Schill, Peter Janssen der Ältere, Julius Roeting und Eduard von Gebhardt seine Lehrer. Anfangs Historienmaler wandte er sich der Stilllebenmalerei zu, in der er um 1900 durch einen eigenwilligen Stil auf sich aufmerksam machte.